# Santa Ana (La Paz)
Santa Ana é um município de Honduras, localizado no departamento de La Paz.